# انقراض العصر الطباشيري الباليوجيني

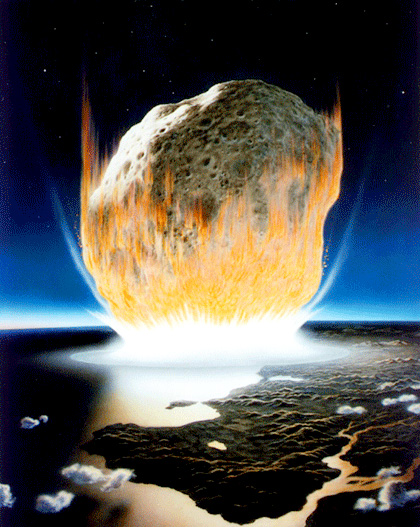
رسم خياليٌّ للاصطدام النيزكي الذي يُعتقد على نطاق واسع أنه كان سبب انقراض العصر الطباشيري.

انقراض العصر الطباشيري الباليوجيني (بالإنجليزية: Cretaceous–Paleogene extinction event) وكان يُعرف باسم انقراض العصر الطباشيري الثلاثي (بالإنجليزية: Cretaceous-Tertiary Extinction)؛ ويُشتهر بين العامة باسم انقراض الديناصورات، هي موجة انقراض كبيرة حدثت قبل 65 مليون سنة، بين العصرين الطباشيري والباليوجيني وكانت نهاية عصر الديناصورات (والذي استمر خلال العصور: الترياسي والجوراسي والطباشيري)، وتسببت أيضاً بانقراض عدد كبير من الزواحف البحرية والتيروصورات وغيرها. وبالمجمل قضى هذا الانقراض على أكثر من نصف أشكال الحياة على الأرض (النسبة مُختلف بشأنها، لكن الأكثر قبولاً هو فوق النصف بقليل، بالرغم من أن البعض يُقدرونها بخمسة وثمانين بالمئة، وعموماً تتراوح تقديراتها بين 60 و 80%)، وبذلك فهو ثاني أعظم انقراض حدث على وجه الأرض بعد الانقراض الذي حدث في أواخر العصر البرمي. وقد تسبب هذا الانقراض باختفاء أشكال مختلفة من الحياة من على وجه الأرض وليس الوحوش الضخمة فقط، فمن ضمن ما انقرض خلاله العديد من أنواع النباتات والحيوانات المختلفة وغيرها. أما الحشرات فلم تتأثر كثيراً بهذا الانقراض، ولم تتغير أنواعها كثيرًا حتى عصري الباليوسين والإيوسين.
وقد اختلف الغالبية من العلماء بشأن سبب هذا الانقراض، لكن أكثر النظريات قبولاً حالياً هي أن كويكبا ضخماً قد اصطدم بالأرض وتسبب بإطلاق سحب من الغبار والحطام إلى الغلاف الجوي مما حجب ضوء الشمس وغير المناخ. ولكن هناك العديد من النظريات المطروحة، حتى أن بعض العلماء يقولون إن الديناصورات كانت قد انقرضت سالفًا، قبل اصطدام الكويكب وأنه لا علاقة له بالأمر.

## الأنواع التي انقرضت والتي نجت

### المخلوقات المجهرية
تمثل «حدود ط-ث» أكثر الانقلابات مفاجأة في سجل الأحافير بالنسبة للعوالق المختلفة فيها والتي كوّنت رواسب الكالسيوم. وهذا الانقلاب مترافق بوضوح مع الأنواع الحية ومستويات انتشارها. التحاليل الإحصائية الحاليّة لخسائر الحياة البحرية تشير إلى أن تراجع تنوّع تلك المخلوقات سبّبه ارتفاع حاد في الانقراضات، في حين أن معدّل ظهور الأنواع الجديدة قد انخفض. سجل حدود ط-ث حول «الداينو فلاغلِيتات» (جنس من الطلائعيات البحرية) ليس مفهوماً جيدًا لنا، وذلك يعود أساسًا إلى أن المثانات المجهرية هي التي تزوّد العلماء بسجلات أحافير الجراثيم، لكن لم تصل كل «الداينو فلاغليتات» الموجودة في الأحافير إلى مراحل تكوّن المثانة، ولذلك فمن الصعب الاعتماد عليها لفهم حالة هذا الجنس من العوالق أثناء الانقراض. وتشير بعض الدراسات الحديثة إلى أنه لم تكن هناك تغيرات كبيرة في تنوّع وانتشار «الداينو فلاغليتات» خلال طبقة حدود ط-ث.
تركت الراديولاريات سجل أحافير يعود على الأقل إلى العصر الأردوفيسي، ويُمكن تعقّب هذا السجل عبر أحافير هياكلها العظميّة في حدود ط-ث. لكن لا يوجد دليل على حدوث انقراض جماعي لهذه المخلوقات، في حين أن هناك تأييداً لانتشارها وازدهارها عند دوائر العرض الجنوبية العالية كنتيجة لانخفاض الحرارة في عصر الباليوسين المبكر. 46% تقريباً من الدياتوميّات (طائفة ضخمة من الطحالب) نجت خلال فترة الانتقال من العصر الطباشيري إلى عصر الباليوسين العلوي. وهذا يعني انقلاباً هاماً في أنواعها، بالرغم من أنه لا يوجد انقراض حاد للدياتوميات عبر حدود ط-ث.
دُرست حالة «الفورامينيفيرات» (شعبة من متموريات الحركة) عبر حدود ط-ث منذ ثلاثينيات القرن العشرين. وقد دفع تلك البحوث إلى أن تقام بدأ انتشار خبر احتمالية وجود انقراض عبر حدود ط-ث، وكان التوصل إلى ذلك عن طريق دراسة أحافير الفروامينيفيرات عند الحدود. لكن مع هذا يوجد جدل متنامٍ بين مجموعات علميّة تعتقد بأن الدلائل تشير إلى حدوث انقراض ضخم لهذه المخلوقات عند حدود ط-ث، وبين مجموعات أخرى تعتقد بأن الدلائل تؤيّد حدوث عدّة انقراضات ثم انتشارات لهذه المخلوقات عبر حدود ط-ث.

### اللافقاريات البحرية

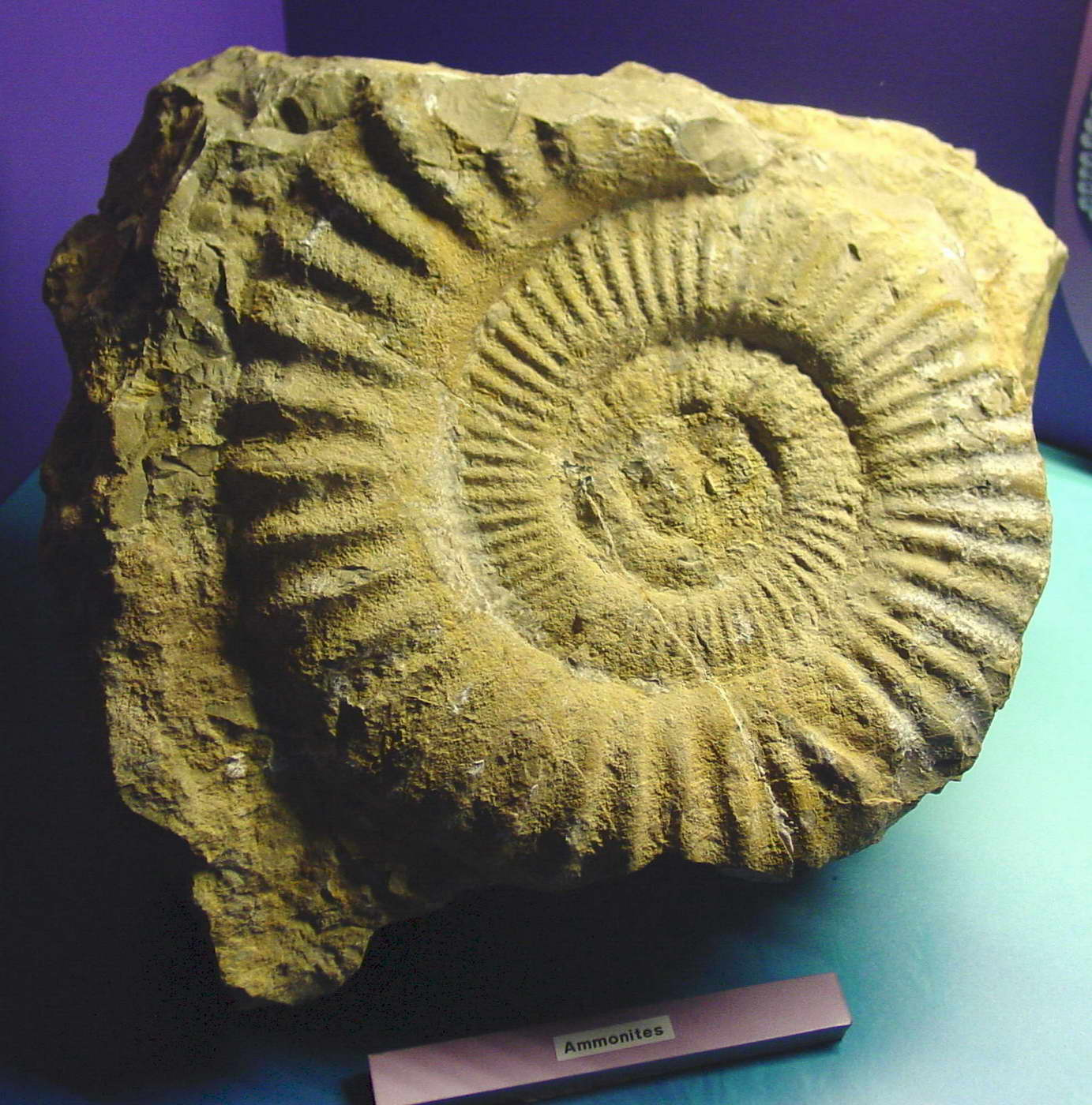
أحفورة لأمونيت.

هناك اختلاف في سجل الأحافير حول معدل انقراض اللافقاريّات البحرية عبر حدود ط-ث. فالمعدّل الظاهري للانقراض تأثر بالافتقار إلى وجود الأحافير أكثر من الانقراض الحقيقي.
كانت الصدفيات (طائفة من القشريات) منتشرة خلال «العصر المآسترتشي» العلوي (وهو تقسيم للعصر الطباشيري، وقد كان آخر حقبة فيه وامتد من 70.6 إلى 65.5 ملايين سنة)، وقد تركت أحافير مترسبة في العديد من الأماكن. وأظهرت مراجعة هذه الأحافير أن تنوّع الأوستراكودات كان خلال عصر الباليوسين أقل مما كان عليه في أي وقت آخر من العصر الثلاثي. ومع هذا فلا يُمكن للبحوث الحالية التحقق ممّا إذا كان انقراض هذه المخلوقات قد حدث قبل أو خلال حدود ط-ث.
60% تقريباً من سكليراكتيني (أحد أجناس المرجان) العصر الطباشيري المتأخر لم يستطع النجاة خلال حدود ط-ث حتى العصر الباليسويني. وأظهرت تحاليل إضافية للانقراضات المرجانيّة أن 98% تقريبًا من أنواع المرجان الذي كان يعيش في مناطق مدارية حارة وضحلة انقرضت خلال الحدود. أما المرجان المنعزل (والذي لا يُشكل شعابًا عمومًا، ويعيش في مناطق أكثر برودة وعمقًا تقع تحت المنطقة المضاءة) فقد تأثر أقل بحدود ط-ث. وبالنسبة لأنواع المرجان المستعمرة (والتي تعيش بالتكافل مع الطحالب ذات التركيب الضوئي) فقد انهارت أعدادها بسبب أحداث قبل وبعد حدود ط-ث (وليس الحدود نفسها). وبالرغم من كل هذا، استخدام معلومات من الأحافير المرجانية لتأييد هذا الانقراض ومن ثم التعافي الكبير في العصر الباليوسيني يجب أن تُؤخذ فيه بعين الاعتبار التغيرات التي حدثت في الأنظمة المرجانية خلال حدود ط-ث.

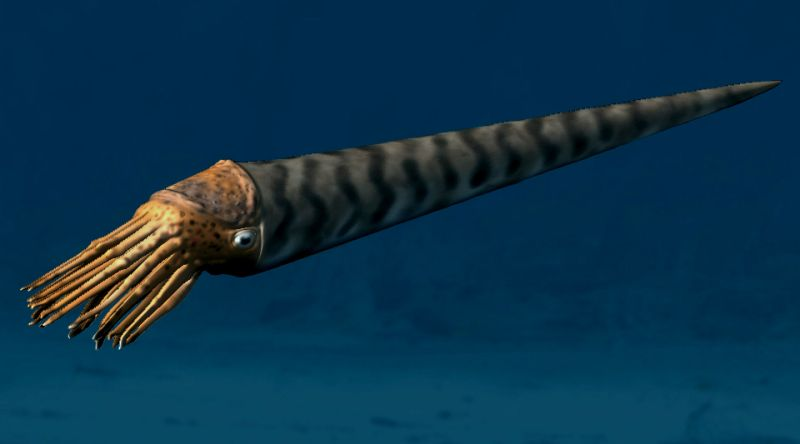
نوع من السجاريات انقرض قبل حدود ط-ث بمدة طويلة، لكن النوتوديات نجت عمومًا من انقراض ط-ث.

تناقصت أعداد رأسيات الأرجل وشوكيات الجلد وثنائيات الصدفة بعد حدود ط-ث. في حين أن معظم أنواع ذراعيات الأرجل (شعبة صغيرة من اللافقاريات البحرية) نجت بعد الحدود وتنوّعت خلال الباليوسين المبكر.
باستثناء السجاريات (التي تمثلها رتبة النوتلويدات الحديثة) والغمديات (والتي انحدرت بالفعل إلى أخطبوطات وحبارات) فإن جميع الرخويات من طائفة الرأسقدميات انقرضت خلال حدود ط-ث. وهؤلاء يتضمنون السهميات الهامة بيئياً، إضافة إلى الأمونايتات (مجموعة من الرأسقدميات الصدفية كثيرة التنوّع وواسعة الانتشار). وقد وضع الباحثون بعين الاعتبار أن استراتجية التكاثر والبقاء عند السجاريات (والتي تعتمد على وضع بيوض أقل لكن أكبر) لعبت دوراً في نجاتها أثناء الانقراض. في حين أن الأمونايتات كانت تعتمد على إستراتيجية العوالق (الكثير من البيوض واليرقات)، لكن هذه الإستراتيجية لم تستطع الصمود ودمرت خلال حدود ط-ث.
خمسة وثلاثون بالمئة تقريباً من أجناس شوكيات الجلد انقرضت خلال حدود ط-ث، بالرغم من أن الأصنوفات التي ازدهرت في دوائر العرض المنخفضة وبيئات الماء الضحل خلال العصر الطباشيري المتأخر تملك أعلى معدّل انقراض. في حين أن شوكيات الجلد التي عاشت عند دوائر عرض متوسطة وفي الماء العميق تأثرت أقل بكثير بالحدود. وتعود أسباب الانقراض إلى خسارة المساكن الطبيعية، خصوصًا غرق منصات الكربونات وشعاب الماء الضحل آنذاك.
وهناك مجموعات أخرى من اللافقاريات انقرضت أيضاً خلال حدود ط-ث، وتتضمن «الريودستات» (بانية شعاب) و«الآينوسيراميدات» (أقارب عملاقة لمحار الأسقلوب الحديث).

### الأسماك
هناك سجل أحافير ضخم للأسماء الفكيّة عبر حدود ط-ث، والذي يزود العلماء بدليل جيد لمدى انقراض هذه الأنواع من الفقاريات البحرية. وضمن الأسماء الغضروفية (إحدى رتب الأسماك الفكية)، 80% تقريباً من فصائل القروش والشفانين وأسماك السفن نجت بعد الانقراض، وأكثر من 90% من فصائل العظميات نجت أيضًا. بالرغم من أن هناك دليلاً على موت جماعي لأسماك عظمية في أحد مواقع الأحافير التي تقع في الطبقات الأحفورية فوق حدود ط-ث مباشرة، والتي ترسّبت ظاهريًا بواسطة حدود ط-ث. وعمومًا بيئات كلا أسماك الماء العذب والمالح لم تتأثر بيئيًا كثيرًا أثناء الانقراض. وقد توصلت دراسة حديثة إلى أن الأسماك الصغيرة استطاعت عمومًا النجاة أكثر من الكبيرة عبر الحدود، وذلك يعود إلى أن أعداد الأسماك الكبيرة تزداد ببطء وإلى أن حياتها أطول، وهذا يعني مدّة أطول متطلبة لبلوغها ومن ثم خطرًا أكبر عليها في مراحل حياتها المبكرة.

### اللافقاريات الأرضية
تحجرت الحشرات في أوراق النباتات مغطاة البذور في أربعين موقعًا ضمن أمريكا الشمالية، وقد استخدمت هذه المتحجرات كدليل على تنوّع الحشرات خلال حدود ط-ث وحُلّلت لتحديد معدّل الانقراض. ووجد الباحثون أن مواقع العصر الطباشيري التي تعود إلى ما قبل الانقراض تحتوي على حشرات ونباتات كثيرة التنوّع. وبالرغم من هذا، خلال الباليوسين المبكر كانت الحياة النباتية متنوعة نسبيًا مع تخريب قليل من الحشرات، وكان ذلك بعد الانقراض حتى بنحو 1.7 مليون سنة. وتُظهر بعض الدراسات الحديثة أن العناكب (والتي تنتمي إلى المفصليات وليس الحشرات) استطاعت تحمّل الانقراض دون انخفاض في أعدادها، بل على العكس، شهدت أعدادها بعض الازدياد عبر حدود ط-ث. وبالرغم من هذا فما زال هناك جدل قائم حول مدى تأثير انقراض ط-ث على العناكب.

### النباتات الأرضية

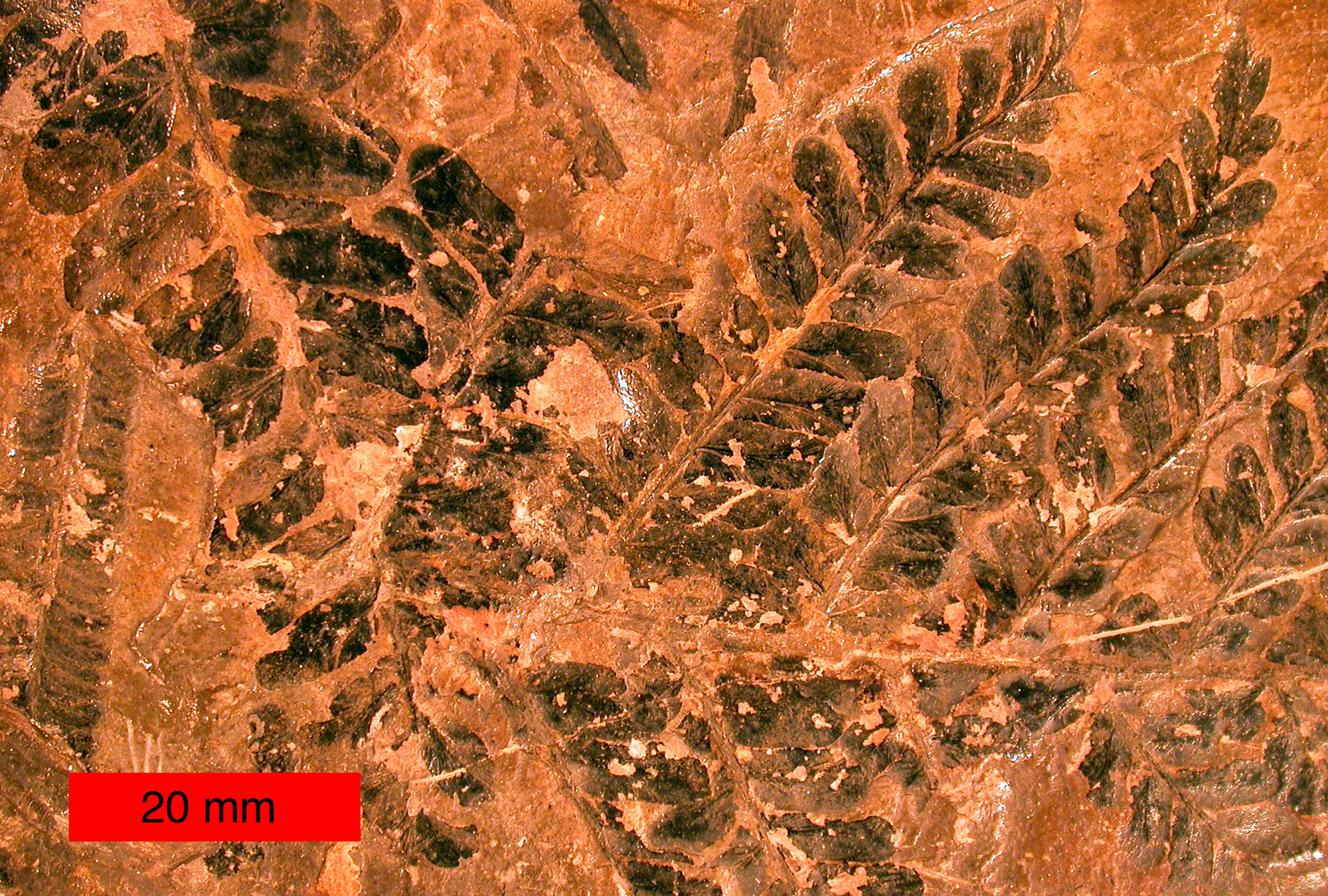
أحفورة لنباتات قديمة انقرضت خلال حدود ط-ث.

هناك أدلة مربكة حول وضع النبات عبر حدود ط-ث. وبالرغم من هذا، كانت هناك اختلافات إقليميّة هامة بين مجموعات النبات. في أمريكا الشمالية، تشير المعلومات إلى دمار وانقراض جماعيّين للنباتات في مناطق حدود ط-ث، على الرغم من أنه كانت هناك تغيّرات ضخمة في تنوع وانتشار هذه النباتات قبل الحدود. وقد انقرضت بالمجمل 57% تقريبًا من أنواع النباتات في أمريكا الشمالية عبر الحدود.
أما في مناطق دوائر العرض العالية (أي ذات القيمة المرتفعة ومن ثم الأبعد عن خط الاستواء، وليس العكس) من نصف الكرة الجنوبي مثل نيوزيلندا وأنتراكتيكا، فإن الموت الجماعي للحياة النباتية لم يُسبب انقلابًا هامًا في الأنواع، لكن هناك تغيّرات مفاجئة وقصيرة المدة في نسبة تنوع وانتشار مجموعات النبات. وبدأ تعافي النباتات في الباليوسين مع انتشار ضخم لأصناف السرخس، وهذا هو نفس نوع السرخس الذي لوحظ انتشاره بعد انفجار بركان سان هيلين.
بسبب التضرر الجماعي لأنواع النبات عند حدود ط-ث فإن توالد المخلوقات ذات تغذية ترممية مثل الفطر لم يعد يحتاج لعملية بناء ضوئي، فيُمكنها استخدام المغذيات الموجودة في النباتات الميتة. وانتهت سيطرة الأنواع الفطرية على الحياة النباتية بعد بضع سنوات فقط من بدئها، حيث انقشعت سحب الغبار من الغلاف الجوي وأصبحت هناك مواد عضويّة وافرة للتغذي عليها. عندما انقشعت سحب الغبار، المخلوقات التي تعتمد على البناء الضوئي مثل السرخس والنباتات الأخرى عادت.

### البرمائيات
لا يوجد دليل على انقراض برمائيات جماعي عند حدود ط-ث، وهناك دليل قويّ على أن معظم البرمائيات نجت من الانقراض دون إذاً نسبيًا. وأظهرت العديد من الدراسات العميقة لأحافير أجناس من السمادر عُثر عليها في مونتانا أن ستة من أجناسها السبعة لم تتأثر بالانقراض.
يبدو أن الضفادع نجت حتى عصر الباليوسين مع انقراض أنواع قليلة منها، بالرغم من أن سجل الأحافير لأجناس وفصائل الضفادع غير منتظم. وأظهر مسح شامل لثلاثة أجناس من الضفادع في مونتانا أنها لم تتأثر بانقراض ط-ث ونجت بدون أن تتغير أعدادها (على ما يبدو). والمعلومات لا تظهر إلا دليلاً بسيطًا (أو ربما لا تظهر أي دليل إطلاقًا) على انقراض فصائل البرمائيات التي عاصرت حدود ط-ث. وربما كان السبب وراء نجاة البرمائيات هو قدرتها على الالتجاء في الماء أو بناء ملاجئ لها في الرواسب أو في التربة أو في الخشب أو تحت الصخور.

### الزواحف من اللاّ أركوصورات

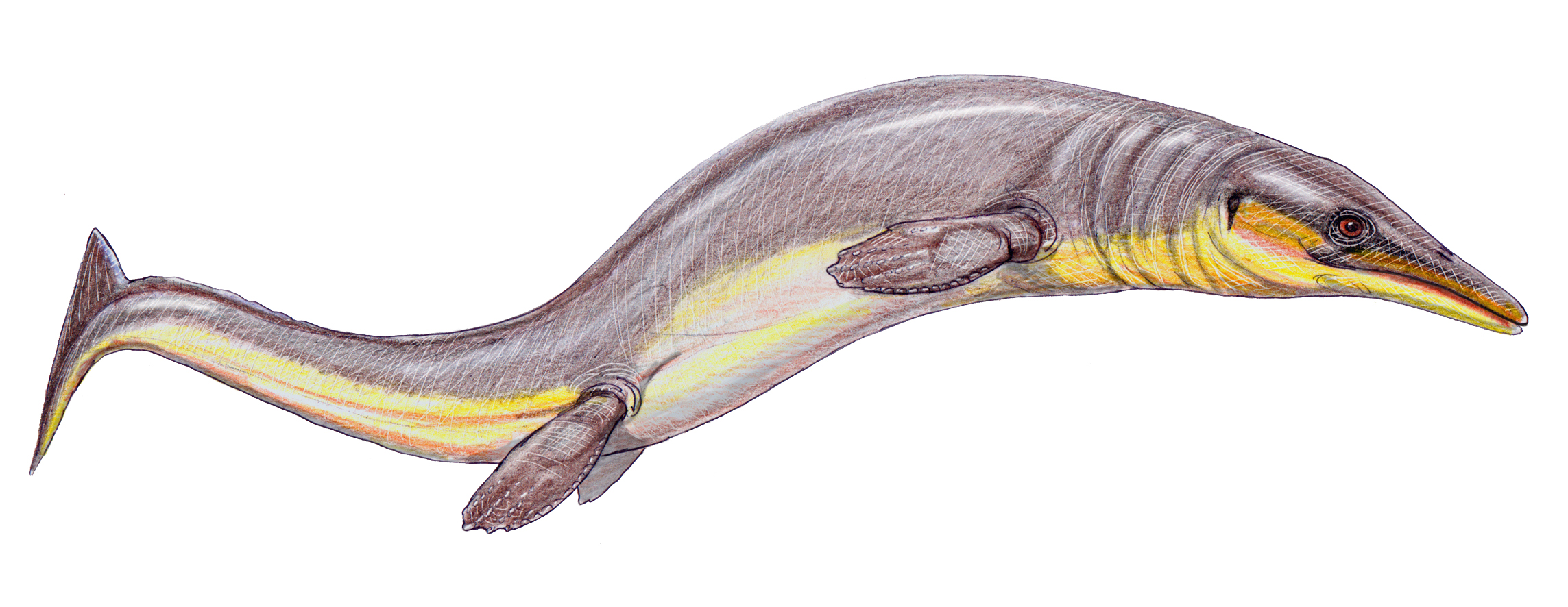
موزاصور من العصر الطباشيري المتأخر، لكنه انقرض عبر حدود ط-ث مثل بقية الزواحف البحرية الضخمة.

في العصر الطباشيري كانت هناك فصيلتان من الزواحف من غير الأركوصورات، هما «السلحفيّات» (السلاحف وأقاربها) و«اللبدوصورات» (السحالي والأفاعي والطراطرات). نجت أكثر من 80% من أنواع السلاحف التي عاشت في العصر الطباشيري، ولا توجد أنواع معروفة من الحرشفيات قد انقرضت خلال موجة الانقراض هذه، وأيضاً لا دليل على أنه قد حدث انحدار ذا أهمية في أعدادها. فأحجامها الصغيرة وقدرتها على الانتقال إلى مواطن مناسبة أكثر لها كانت المفتاح لنجاتها خلال العصر الطباشيري المتأخر والباليوسين المبكر.
كانت الزواحف البحرية من غير الأركوصورات، مثل الموزاصور والبليزوصور، هي أضخم وأقوى المفترسات البحرية على الإطلاق. وقد انقرضت جميعها في نهاية العصر الطباشيري. بالرغم من أن بعض الأشخاص يعتقدون أن بعضها قد نجى وما زال حيا يُرزق ويعيش في أماكن قليلة حول العالم. ومن بعض القصص التي تدعو هؤلاء للاعتقاد بوجود هذه الوحوش في العصر الحالي أسطورة وحش لوخ نس ووحش جيفودان. لكن من المرجح أن هذه القصص مجرد خرافات، لعدم وجود أي أدلة واضحة عليها وعدم وجود أدلة علمية تدعو للاعتقاد بأن بعض هذه الديناصورات قد نجى.

### الزواحف من الأركوصورات
يتضمن سليلوا الأركوصورات رتبتين ما زالتا حيتين حتى اليوم، هما التمساحيات (والتي لم تنج منها إلا ثلاث فصائل هي القاطوريات والتماسيح وأشباه التماسيح) والديناصورات (حيث يعتقد البعض أن الطيور هي ديناصورات ناجية)، والتي تتضمّن الديناصورات غير-الطيرية والتيروصورات.

#### أشباه التمساحيات
تتمثل عشر فصائل من أشباه التمساحيات (أو بعض أقاربها كبيرة الشبه بها) في سجل أحافير العصر المآسترتشتي، خمس منها انقرضت قبل حدود ط-ث. أما الخمس الأخرى فتعود إلى كلا الفترتين المآسترتشتية والباليوسينية. وجميع الفصائل التي نجت من انقراض ط-ث كانت تسكن الماء العذب والبيئات الأرضية، باستثناء الدايروصوريات والتي كانت تعيش في كلا الماء العذب والبحار. 50% تقريباً من ممثلي أشباه التمساحيات نجو عبر الحدود، والأمر الوحيد الواضح بين أنواع التماسيح الناجية هو أنه لم ينجو أي تمساح ضخم (مثل تمساح أمريكا الشمالية العملاق المسمى «دينوسوكس») عبر الحدود. نجاة التماسيح عبر الحدود ربما نتجت عن عيشها في المياه وقدرتها على الالتجاء، وهذا أنقص من التخمينات حول التأثيرات البيئية السلبية عليها خلال الحدود. ووضِعت نظرية في عام 2008 بأن الدايروصوريا عاشت في بيئات المياه العذبة مثل التماسيح البحرية الحديثة، وكان هذا ليُساعدها على النجاة في الحين الذي انقرضت فيه الزواحف البحرية الأخرى، فبيئات المياه العذبة لم تتأثر بشدة بحدود ط-ث على عكس البيئات البحرية.

#### التيروصورات

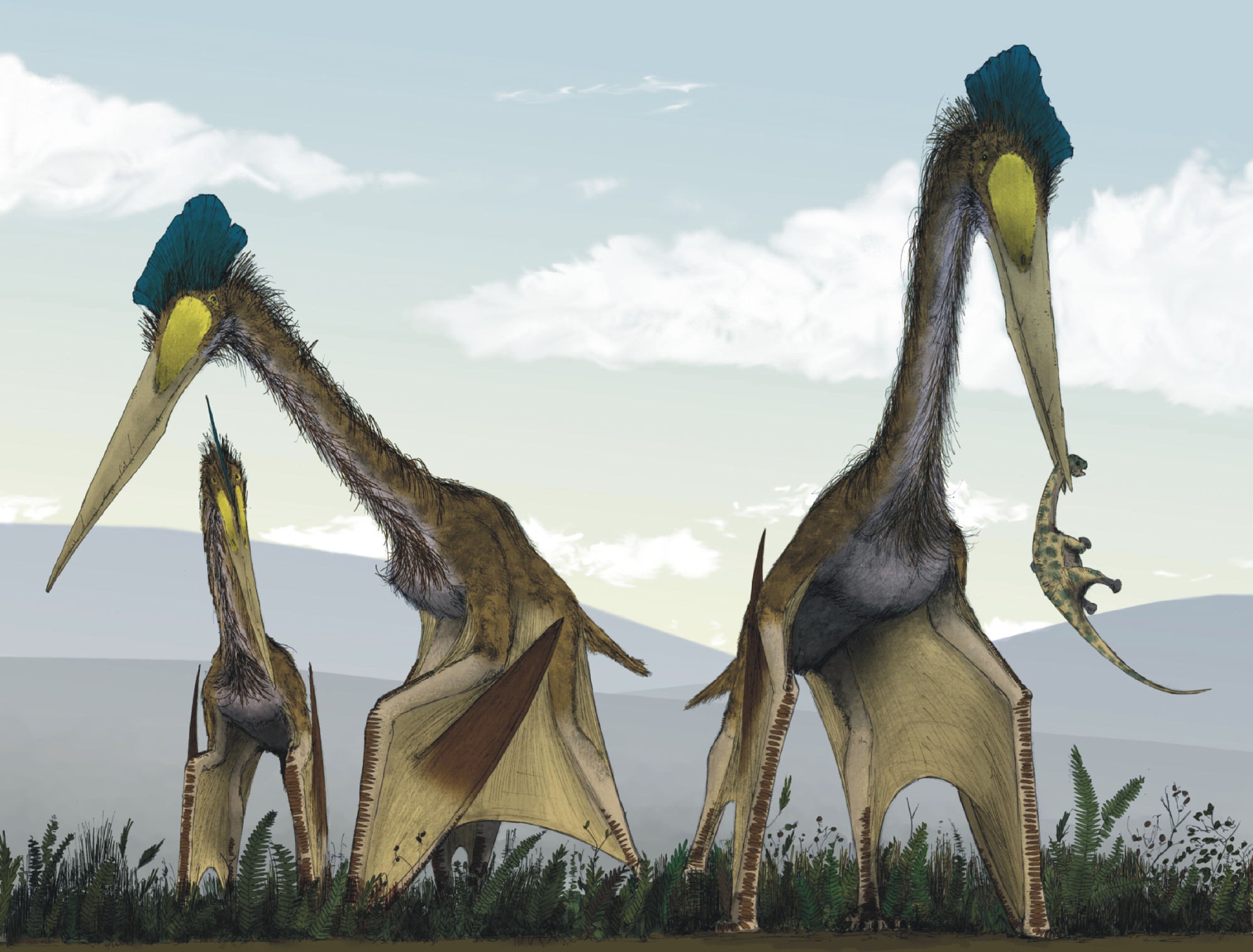
الكويتزالكوتلس، أحد أضخم الزواحف المجنحة التي عاشت على سطح الأرض على الإطلاق. انقرضت جميع التيروصورات عبر حدود ط-ث، وقد كانت بانحدار حتى قبل الحدود.

توجد فصيلة واحدة فقط من التيروصورات (وهي «الأزدارتشدايات») من المؤكد تمامًا أنه عاشت في «الفترة المآسترتشتيانية»، وقد انقرضت هذه الفصيلة عبر حدود ط-ث. كانت هذه التيروصورات الكبيرة تمثل مجموعة تضمنت 10 فصائل خلال أواسط العصر الطباشيري، لكن أعداد هذه الفصائل كانت بانحدار آنذاك. أما التيروصورات الأصغر فقد انقرضت قبل «الفترة المآسترتشتيانية»، وذلك في فترة شهدت انحدارًا في أنواع الحيوانات الأصغر (من التيروصورات الكبيرة) في حين أن الأكبر أصبحت أكثر انتشارًا. وفي الأثناء التي كان يحدث فيها هذا، كانت الطيور الحديثة تتنوّع وتحل مكان الطيور القديمة والتيروصورات، وربما حدث هذا بسبب تنافسهم المباشر على المناطق والغذاء، أو أن الطيور الحديثة شغلت - ببساطة - مكانًا فارغًا.

#### الديناصورات

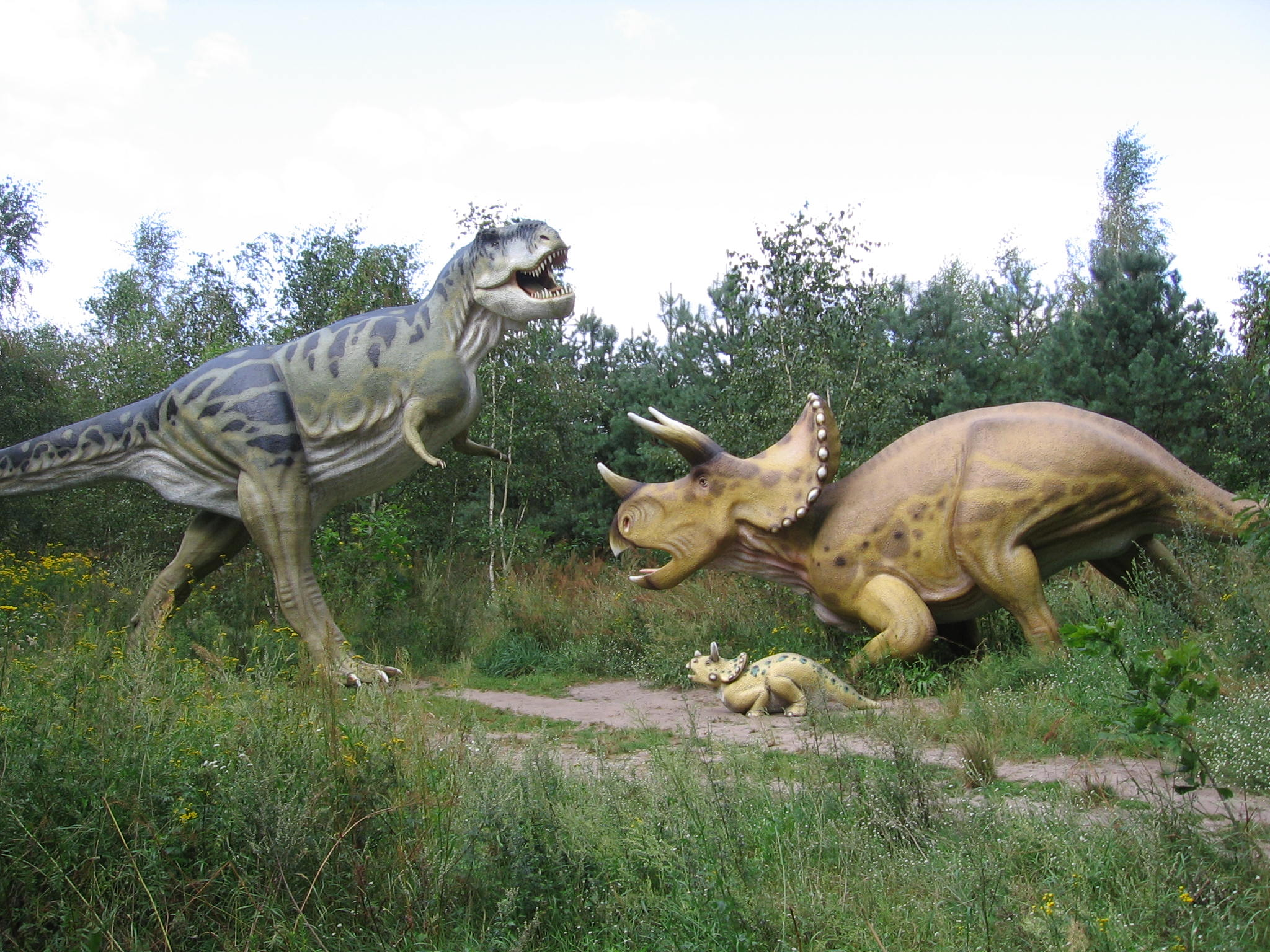
يُظهر تيرانوصورًا يُهاجم مجموعة من الترايسيراتوبسات، وهما من أواخر الديناصورات التي عاشت في العصر الطباشيري.

نُشر عن انقراض الديناصورات عبر حدود ط-ث أكثر مما نشر عن انقراض أي مجموعة أخرى من الأحياء. باستثناء قضايا جدليّة قليلة، يُجمع العلماء على أن كل الديناصورات (باستثناء الطيور التي يعتقد البعض أن أصلها هو ديناصورات) انقرضت عند حدود ط-ث. بالرغم من أن سجل أحافير الديناصورات فُسر على أنه يدل على انحدار وعدم انحدار تنوعها في الآن ذاته خلال البضعة ملايين سنة الأخيرة من العصر الطباشيري، لكن هذا ربما يعود ببساطة إلى أن جودة سجل أحافير الديناصورات ليست عالية كفاية لتسمح للباحثين بتحديد هذا.
بما أنه لا يوجد أي دليل على أن ديناصورات المآسترتشتي المتأخر الالتجاء أو السباحة أو الغوص، فهي كانت غير قادرة على حماية نفسها من إحدى أسوأ الظواهر البيئية في تاريخ الأرض. من المتحمل أن بعض الديناصورات الصغيرة (غير الطيور) نجت، وكان بإمكانها التغذي على جثث الديناصورات العاشبة التي نفقت عبر الحدود. هناك إجماع على أنه يُمكن فهم انقراض الديناصورات أفضل بمقارنتها مع أقاربها كبيرة الشبه بها، ألا وهي التمساحيات. فالتماسيح هي من ذوات الدم البارد وتملك حاجة محدودة للطعام (يُمكنها البقاء على قيد الحياة لشهور عديدة بدون طعام)، في حين أن الحيوانات من ذوات الدم الحار من أحجام مشابهة تحتاج إلى أكثر بكثير من ذلك. وهكذا وتحت ظروف انهيار السلسلة الغذائية وتمزيقها التي ذكرت سابقًا، انقرضت الديناصورات، في حين أن بعض التماسيح نجت. وبالنسبة لبقية الحيوانات من ذوات الدم البارد (مثل بعض الطيور والثدييات) فقد استطاعت النجاة لبضعة أسباب أخرى، مثل حاجتها لكميات أقل من الطعام ولحجمها الصغير عند الانقراض.
لقد اكتشفت عظام ديناصورات في «حوض سان جوان» في الولايات المتحدة ربما يعود تاريخها إلى ما بعد انقراض الديناصورات. وتدل على أنه ربما نجت الديناصورات في بعض الأماكن المنعزلة مثل المنطقة التي هي حالياً مدينة نيو مكسيكو وكولورادو. وربما استطاعت الديناصورات العيش في مثل هذه الأماكن لما يصل إلى نصف مليون سنة بعد الانقراض (وليس أكثر بكثير من هذا، أي أنه من المستحيل أن وجودها استمر حتى اليوم أو إلى تاريخ قريب). ولكن مع هذا، فربما يكون تاريخ هذه العظام يعود في الواقع إلى ما قبل الانقراض. حدث التعرف على تاريخ العظام من دراستها ودراسة عمر الصخور التي وجدت فيها. لكن بعد موت الديناصورات وغمر الرمال لجثثها، من المُمكن أنه نُبشت قبورها بواسطة أنهار حملت جثثها إلى طبقات صخور أحدث. لكن بالرغم من هذا، جُمّعت عدد من الأدلة الأخرى التي تشير إلى أن هذه الديناصورات قد نجت فعلاً من الانقراض. وقد اكتشفت أحافير أخرى أيضاً تعودإلى مئات آلاف السنين بعد الانقراض، مثل عظام لهادروصور تعود إلى 64.5 مليون سنة، أي بعده بمليون سنة.

### الثدييات
نجت كل الثديّيات الطباشيرية الكبيرة عبر حدود ط-ث، بالرغم من أنها عانت من بعض الانخفاض في أعدادها، وتتضمن أحاديات المسلك (الثدييات البيّاضة) واللانابيات والوخفيات والثدييات الحقيقية. اضمحل وجود الوخفيات إلى حد كبير في أمريكا الشمالية، وانقرضت أيضًا «الدلتاثيروديات» (وهي أقارب للوخفيات). في «جدول هلّ» في أمريكا الشمالية، على الأقل نصف أنواع اللانبيات العشرة وكل أنواع الوخفيات الإحدى عشر لم يُعثر عليها فوق طبقة حدود ط-ث.
بدأت الثدييات بالتنوّع قبل 30 مليون سنة تقريبًا من حدود ط-ث، لكن تنوّعها توقّف عبر الحدود. وتشير البحوث الحالية إلى أن الثدييات لم تتنوّع سريعًا عبر الحدود، على الرغم من البيئة المناسبة التي تشكّلت لها بانقراض الديناصورات. لكن من جهة أخرى، بدأت العديد من رتب الثديّيات بالتنوّع مباشرة بعد الحدود، وتتضمن الخفافيش و«الستراتيوداكتيلات» (مجموعة متنوّعة تتضمن اليوم الدلافين والحيتان وشفعيات الأصابع)، بالرغم من أن بحثًا حديثًا توصّل إلى أن رتب الوخفيات هي الوحيدة التي تنوّعت بعد الحدود.
كانت أنواع الثدييات عبر حدود ط-ث صغيرة عمومًا، فحجمها كان مشابهًا لحجم الجرذان، وقد ساعدهم هذا الحجم الصغير للحصول على ملاجئ تقيهم من اصطدام/حدث حدود ط-ث. إضافة إلى هذا، افتُرض أيضًا أن بعض أحاديات المسلك والوخفيات والمشيميات المبكرة كانت نصف-مائية (تقضي جزءًا من حياتها في الماء) أو ذات جحور، حيث أنه توجد العديد من الثدييات المشابهة لهذا اليوم. وأي ثدي نصف مائي أو ذو جحور كان يملك حماية إضافية من تغيرات حدود ط-ث البيئية والمناخية.

## سبب الانقراض
هناك العديد من النظريات المُقترحة للانقراض، لكن بالرغم من ذلك فأكثرها قبولاً هي اصطدام الكويكب، وتليها نظرية الانفجار البركاني. أما غير هاتين فباقي النظريات لا تلقى إلا قبولاً ضئيلاً وليست مشهورة، ولكن من النظريات الموجودة:

### الانجراف القاري

صورة مُتحركة توضح الانجراف القاري، حيث أن القارات السبعة الحالية كانت قارة واحدة اسمها بانجيا في السابق، لكنها تفتت إلى سبعة أجزاء بسبب الانجراف القاري.

تقول إحدى النظريات أن سبب الانقراض هو الانجراف القاري. حيث أنه مع تباعد القارات وتغير مواقعها بدأ المناخ بالتغير في المناطق المُختلفة، حيث بدأت القارات خلال الدهر الوسيط بالابتعاد عن خط الاستواء والاتجاه إلى القطبين. وأثناء تحرك القارات بدأت سلاسل جبلية بالظهور نتيجة للتصادمات بين الصفائح التكتونية، وبالإضافة إلى ذلك فقد جفّت العديد من بحار الدهر الوسيط (مثل بحر تيث). وقد وُجدت أحافير لنباتات في مونتانا تدل على أن المُناخ في المناطق التي كانت تقطنها قد تغير وأصبح أبرد بمقدار ست درجات مئوية خلال العصر الطباشيري المتأخر. ونتيجة لهذا فقد استبدلت النباتات القديمة في الجبال بنباتات أكثر تكيفاً مع الطقس البارد، والغابات الصنوبرية الجديدة لم تكن مناسبة للديناصورات، مما جعلها تترك الجبال وتتحرك باتجاه خط الاستواء حيث المناطق الأكثر دفئاً. وهناك قرب خط الاستواء استطاعت الديناصورات العيش لمدة أطول، لكن بما أن الديناصورات استطاعت العيش قُرب خط الاستواء فهناك سبب آخر أدّى إلى انقراض تلك الباقية منها في المناطق الدافئة، وهو شيء لا تفسره النظرية. وبالتالي فهذه النظرية ليست كاملة، وتحتاج إلى نظرية أخرى تُكملها وتبيّن سبب انقراض الديناصورات التي هاجرت إلى المناطق الدافئة.

### النظريات البيولوجية

#### النبات السام
تقول إحدى النظريات أنه قد انتشر نبات سام في أواخر العصر الطباشيري. ومع أكل الديناصورات العاشبة لهذا النبات بكثرة فقد بدأت تموت، وبالتالي فقد انقرضت الديناصورات اللاحمة لأنها لم تجد ما تقتات عليه. لكن هذه النظرية مرفوضة لأن نباتاً ساماً ليس سبباً كافيا للقضاء على كل الديناصورات (هذا عدا عن وجود نباتات سامة في العصر الحاضر حتى).

#### الوباء

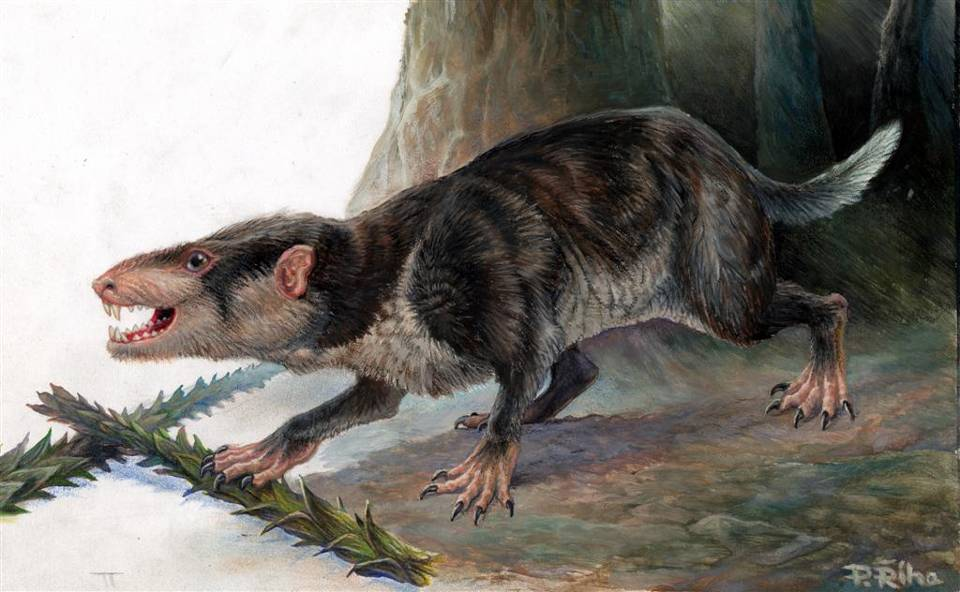
تقول إحدى النظريات أن ثدييات شبيهة بهذه قد سببت انقراض الديناصورات بسبب أكل بيضها.

تقول نظرية أن هناك جرثومة قد انتشرت في أواخر العصر الطباشيري. وسببت وباءً منتشراً على مدى واسع، ولم تستطع الديناصورات مقاومته وأدّى إلى انقراضها. لكن لا توجد جرثومة تستطيع القضاء على كل الديناصورات (وحيوانات أخرى عاشت آنذاك) بتنوعها واختلافها، فأجساد المخلوقات تختلف بخصائصها ومناعتها وطريقة تعاملها مع الجراثيم.

#### سارقو البيض
تقول نظرية أن ثدييات صغيرة تُشبه القوارض قد انتشرت بكثرة في العصر الطباشيري في الجبال. لكن لاحقاً في أواخر العصر الطباشيري غادرت هذه الحيوانات الجبال إلى المناطق المدارية، واستطاعت بأعدادها الكبيرة أكل بيض الديناصورات بمعدل سريع يفوق ولادته مما أدى في النهاية إلى انقراضها. لكن هذه النظرية ليست مقبولة أبداً، فلا يُمكن لنوع من المخلوقات القضاء على هذا العدد من الحيوانات بأكل بيضها فحسب، فأكل البيض ليس سبباً كافياً. ثم إن الحيوانات التي تأكل البيض كانت موجودة في مختلف العصور، مثلاً تأكل العديد من أنواع السحالي بيض التماسيح في العصر الحاضر.

### المستعر العظيم

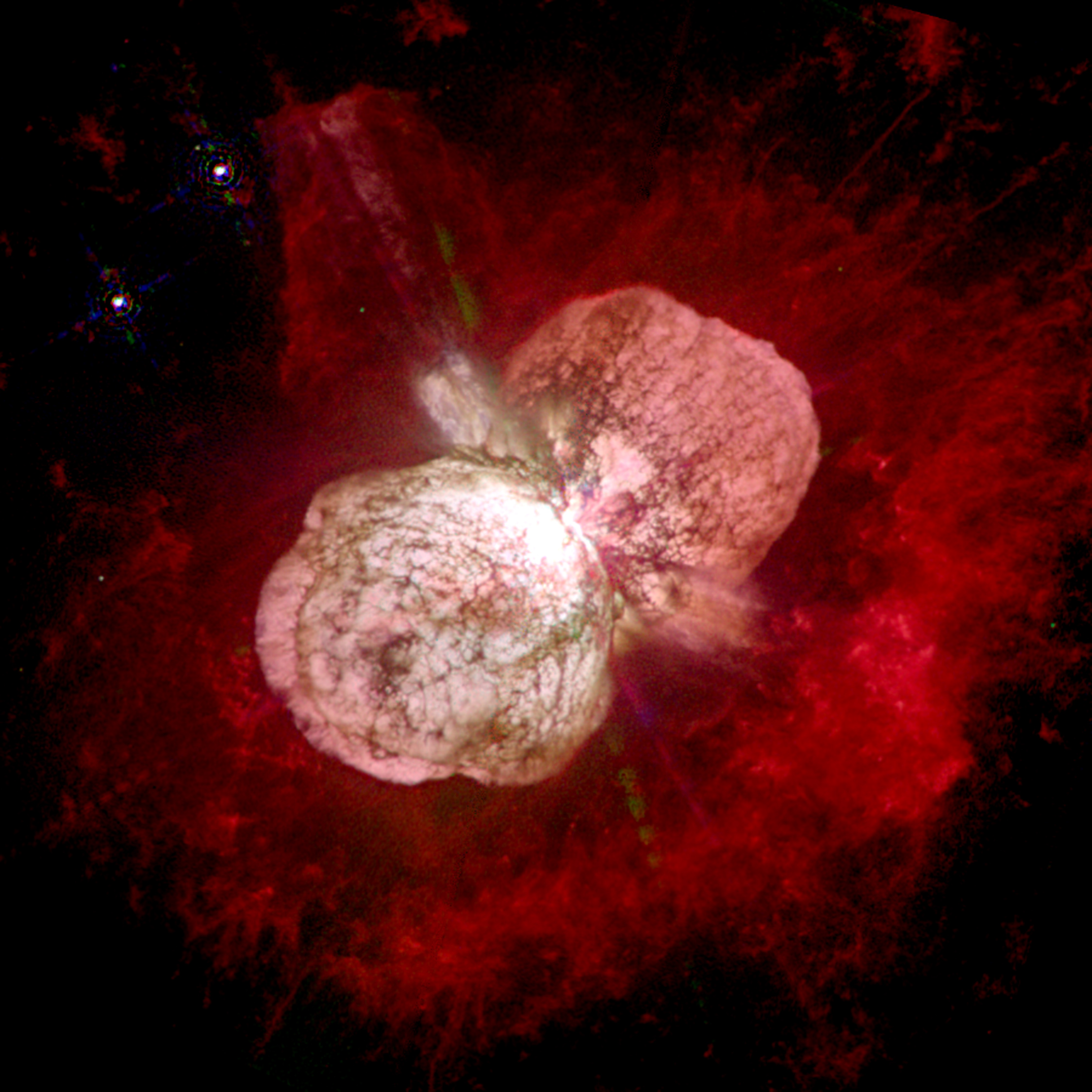
رسم تخيلي لانفجار مستعر أعظم لنجم إيتا القاعدة.

المستعرات العظيمة (أو السوبرنوفا) هي انفجارات نووية هائلة تُنهي بها بعض النجوم حياتها (أو ربما تنهيها بنوع آخر من الانفجارات مثل المستعرات العادية). يَكمن خطر هذه الانفجارات على الحياة على الأرض في أنها تقذف كميات هائلة من أشعة غاما يُمكنها أن تتسبب بتدمير طبقة الأوزون، والتي تحمي المخلوقات الحية على الأرض لمنعها معظم الأشعة فوق البنفسجية التي تُطلقها الشمس من الوصول إلى الأرض. وأيضاً أشعة غاما نفسها هي خطر كبير. وتُطلق هذه الانفجارات كميات كبيرة من الإريديوم والذي عثر عليه في طبقات تعود إلى العصرين الطباشيري والثلاثي. وقد يبدو هذا دليلاً مع أن المستعر الأعظم هو سبب الانقراض، لكنه في الواقع دليل ضد هذا. فلكي تصل إلى الأرض كميات كبيرة من الإريديوم كالتي عُثر عليها فيجب أن يكون المستعر الذي انفجر على بعد سنة ضوئية واحدة فقط من الأرض (وهذا قليل جدا بالقاييس الفلكية، مثلاً أقرب نجم إلى الأرض يبعد عنها 4 سنوات ضوئية). واحتمال حدوث انفجار مستعر أعظم على هذا القرب من الأرض وحتى على مدى 100 مليون سنة هو 1 من مليار فقط، وهذا يجعل الأمر مستبعداً جداً. وعلاوةً على هذا، فالمستعرات العظيمة لا تُطلق عنصر الإريديوم فقط بل أيضاً البلوتونيوم والذي لم تُكتشف أي آثار له. وبالنتيجة فمن شبه المؤكد أن سبب الانقراض لم يكن مستعراً عظيماً.

### الانفجار البركاني

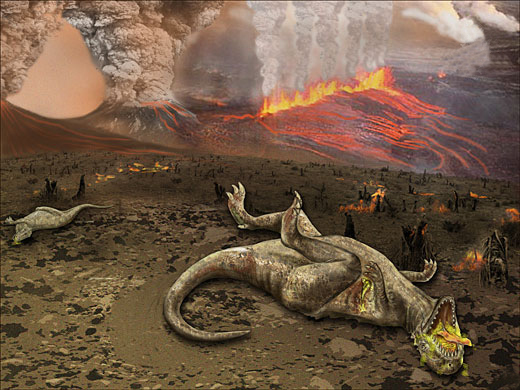
رسم يُظهر نفوق الديناصورات في مصاطب الدكن بسلسلة جبال الغات الغربيّة، الهند.

طُرحت هذه النظرية لأول مرة في عقد السبعينيات من القرن العشرين. ويرى مؤيدوها أنه عندما اصطدم الكويكب كان الانقراض قد بدأ ولكنه كان يحدث تدريجياً، فبنظرهم عمل الكويكب كان تسريع الانقراض فقط. أما السبب الذي يرونه لبدأ الانقراض فهو انبعاثات الغازات البركانية من بركان هائل يقع في غرب الهند كان نشطاً في تلك الحقبة.
أُطلق على هذه الظاهرة اسم «مصاطب الدكن» (بالإنجليزية: Deccan Traps)، وقد أطلق سلسلة من الثورات البركانية الهائلة انتهت قبل 1.5 مليون سنة تقريباً. وقد أطلقت هذه الثورات 1.1 مليون كم3 من الحمم على مر هذه السلسلة من الانفجارات البركانية، وهذه الكمية تكفي لملأ ضعف حجم البحر الأسود. ويُعتقد أنها تسببت بتبريد المُناخ (بسبب حجب الدخان المُنبعث منها لضوء الشمس) وبأمطار حمضية. وحسب مؤيدي النظرية، فقد تسببت هذه الغازات المنبعثة والحمم التي أطلقتها البراكين باضطراب في دورة الكربون على الأرض وباحتباس حراري طويل. وبسبب هذا ارتفعت درجة الحرارة كثيراً وأدت إلى انقراض العديد من أشكال الحياة قبل وصول الكويكب.

### الكويكب

#### الأدلة
لقد اكتشف في طبقة الرواسب التي بين العصرين الطباشري والثلاثي (المسمّاة «حدود ط-ث» أو «حدود كي-تي») دليل على نشاط زلزالي حدث في أواخر العصر الطباشيري في نفس وقت حدوث الانقراض. وهذه الطبقة (التي اكتشفت فيها الرواسب) تحتوي عادة على كثافة عالية من الإريديوم (عنصر كيميائي ونوع من المعادن)، ولكن عادة ما يكون تواجد الإريديوم في القشرة الأرضية نادراً للغاية على عكس المذنبات والنيازك. وقد وُجد هذا المعدن في الرواسب الأرضية والبحرية، على العديد من المناطق الحدودية للصفائح التكتونية. مما يدل على أن مسببها هو كويكب أو جرم من خارج الأرض، بسبب تواجد طبقة من الإريديوم في قشرة الأرض يعود تاريخها لنفس تاريخ الانقراض.
في أوائل عام 2009، قامت هيئة من 41 خبيرًا دوليًا بمراجعة أبحاث هامة استمرت لعشرين سنة لتحديد سبب انقراض العصر الطباشيري. وقد أظهرت هذه المراجعة أن سبب الانقراض كان اصطدام كويكب ضخم بالأرض في خليج المكسيك، ويَعتقدون أنه اصطدم بها بقوة تُعادل مليار ضعف قوة قنبلة هيروشيما. وحسب ما توصلوا إليه فإن الحطام الذي تطاير من الاصطدام وصل إلى الغلاف الجوي وسبب شتاءً عالميًا طويلاً أدّى إلى الانقراض. ولكن مع ذلك فما زال الجدل قائمًا حول السبب الحقيقي للانقراض.

#### الميجاتسونامي
الإجماع العلمي هو أن اصطدام الكويكب على حدود ط-ب ترك رواسب تسونامي حول منطقة البحر الكاريبي وخليج المكسيك. وحُددت هذه الرواسب في حوض لا پوپا في شمال شرق المكسيك. وكربونات المنصة في شمال شرق البرازيل. ورواسب عمق المحيط الأطلسي. قُدّر ارتفاع الميجاتسونامي بأنه وصل إلى 100 متر (330 قدم)؛ حيث سقط الكويكب في منطقة ضحلة نسبيًا، أما لو كان قد سقط في عمق البحر فكان من الممكن أن يصل الارتفاع إلى 4.6 كيلومتر (2.9 ميل).

#### مصدر الكويكب واصطدامه
يعتقد بعض العلماء أنه أثناء الفترة التي كانت تمر فيها الأرض بالعصر الجوراسي حدث اصطدام بين كويكبين كبيرين في حزام الكويكبات (الذي يقع بين كوكبي المريخ والمشتري). وإحدى قطع الحطام التي انقذفت بعد الاصطدام كانت في مسار اصطدامي مع الأرض. لكن مع هذا فيُمكن أيضًا أن يكون ما اصطدم بالأرض مذنبًا وليس كويكبًا أصلاً. لكن مهما كان، يُعتقد حسب بعض الدراسات أن قطره كان نحو 15 كم، وأنه كنتيجة لهذا فقد اصطدم بالأرض بقوة تعادل مليار ضعف قوة قنبلة هيروشيما.
وإذا كان قد حدث هذا الاصطدام، فبعد حدوثه بثوان انطلقت جزيئات غبار من حطام الكويكب/المذنب إلى الغلاف الجوي بسرعة عالية، وبعد الاصطدام أمطرت هذه الجزيئات ككرات نارية صغيرة. وتسببت هذه الجزيئات أيضًا بحجب ضوء الشمس لمدة من الزمن، مما نتج عنه تبريد الكوكب وخلق شتاء عالمي طويل الأمد. وربما دام وجود سحابة الغبار هذه لأسابيع أو أشهر بعد الاصطدام، وفي هذه الأثناء انخفضت درجة الحرارة إلى ما دون درجة التجمّد، وهذا آذى بالتأكيد النباتات الخضراء والعوالق البحرية (مصادر الغذاء الأوليّة الرئيسية) لأنه أوقف عملية بنائها الضوئي. وأيضًا لهذه المخلوقات دور هام في تحويل ثاني أكسيد الكربون إلى أكسجين، مما تسبّب باختناق الحيوانات الأخرى بسبب انتشار غاز أكسيد الكربون السام وقلة الأكسجين. ومن المرجح أن هذا قد بدأ مع آكلات النبات، ثم لم تجد آكلات اللحوم غذاءً لها فماتت هي الأخرى. وبعد هذا الشتاء العالمي بمدة، بدأ الجو بالاحترار بسبب ظاهرة الاحتباس الحراري، حيث أن الحرارة الضئيلة التي تبتعثها الأرض ظلّت محتبسة في جوها بسبب طبقة الغبار الكثيفة في الغلاف الجوي.

#### موقع الاصطدام

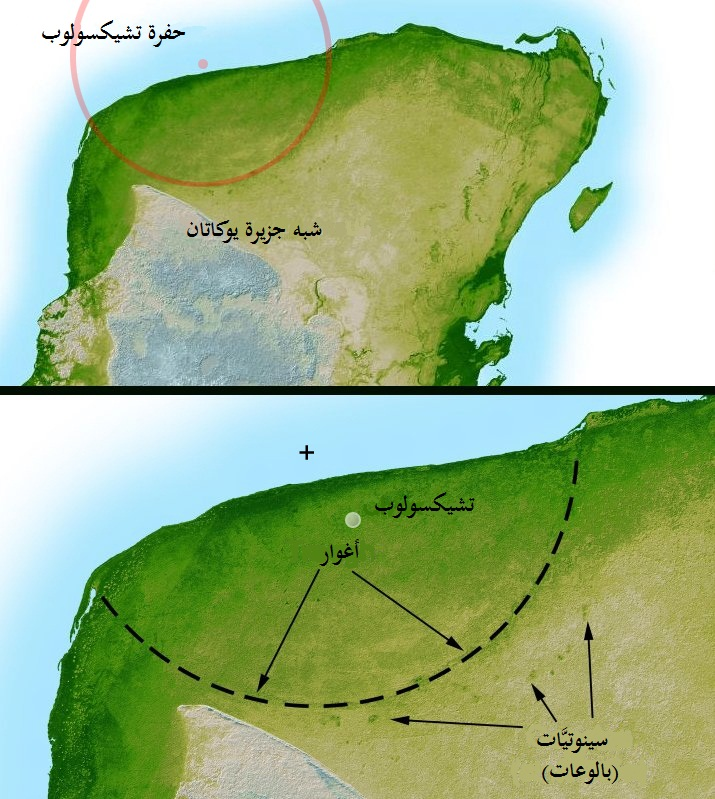
موقع فوهة شيكسولوب في شبه جزيرة يوكاتان المكسيكية، والتي يُرجح معظم العلماء أنها موقع الاصطدام الذي سبب انقراض نهاية العصر الطباشيري.

منذ اكتشاف فوهة شيكسولوب الواقعة في ولاية يوكاتان المكسيكية عام 1978 والشكوك تدور حول أنها هي السبب وراء الانقراض الجماعي الذي حدث في نهاية العصر الطباشيري. يَبلغ قطر هذه الفوهة العملاقة 180 كيلومتراً، وعمقها يَتجاوز 1.8 كم عبر طبقات الانقراض وتحتها حتى. ويَعود عُمر هذه الفوهة إلى 65 مليون سنة، حيث تقع رسوبياتها مباشرة فوق رسوبيات الانقراض، وهذا جذب إليها العديد من الجيولوجيين وجعلها من أكثر الفوهات شعبية، ولذا فيَعتقد العديدون اليوم أنها هي فوهة الاصطدام الذي سبب هذا الانقراض الجماعي.
لكن بالرغم من هذا ففي أوائل عام 2009 نُشر بحث في «مجلة الجمعية الجيولوجية» (بالإنجليزية: Journal of the Geological Society) حول أن فوهة شيكسولوب ليست فوهة الاصطدام الحقيقية. فقد توصل فريق البحث إلى أن رواسب فترة الانقراض الجماعي في نهاية العصر الطباشيري بعيدة إلى حد كبير نسبياً عن الرواسب التي توجد فيها الفوهة، ومع أن مؤيدي نظرية شيكسولوب برّروا هذا بأن مُسببه كان حدوث زلزال أو تسونامي نتيجة لقوة الاصطدام، فإن الباحثين قد عارضوا ذلك بأن رسوبيات الرمل التي تراكمت فوق رواسب الانقراض لم تترسب خلال ساعات أو أيام، بل على مدى فترة طويلة من الزمن. وعلاوة على ذلك فإن جميع أنواع المخلوقات التي عُثر عليها في الرواسب السفلية التي قبل فترة الانقراض عُثر عليها أيضاً في الرواسب التي تعود إلى ما بعد تكون الفوهة، وهذا يَعني أنها لم تكن مُسبب انقراضهم.

#### معارضة النظرية
بالرغم من أن نظرية الكويكب هي أكثر النظريات قبولاً حتى الآن إلى أنها هي حتى تلقى بعض المعارضة. ومن ضمن ما يقوله المعارضون أنه قد حدثت اصطدامات عديدة خلال الدهر الوسيط، وبالرغم من ذلك فلم تَحدث انقراضات هائلة كالذي حدث في نهاية العصر الطباشيري. وأيضاً يَعتبرون الخلاف في موقع الاصطدام دليلاً آخر على أنه ليس سبب الانقراض. وبشأن الإريديوم فيقول المعارضون أنه اكتشف في أماكن مُختلفة حول العالم وليس فقط قرب موقع الاصطدام، ويقولون أيضاً أنه وُجد في طبقات مختلفة لا تعود كلها إلى نفس التاريخ. ويعتقدون أن الاصطدامات أقل من أن تستطيع التسبب بنشاط تكتوني منتشر أو بارتفاع مستوى البحر (وقد حدث هذا في نهاية العصر الطباشيري). ويقولون أيضاً أن الانقراض لم يَكن لحظياً بل حدث تدريجياً خلال مُدة ليست بالقصيرة من الزمن.

## ما بعد الانقراض
يُعد هذا الانقراض نهاية عصر الديناصورات وبداية عصر الثدييات. فبعد انقراض زواحف العصر الطباشيري الضخمة، استطاعت الثدييات الازدهار والنمو في عصر الإيوسين (بعد أن كان طول أكبرها في العصر الطباشيري لا يعتدّى المتر)،
 لكن في عصر الباليوسين (والذي تلى الانقراض مباشرة) لم تنمو الثدييات كثيرًا، حيث كان أكبرها بحجم دب حديث، وكانت معظمها أصغر من ذلك. وبالرغم من أن الثدييات كانت قد بدأت في النمو في الباليوسين، فقد حكمت هذا العصر طيور عملاقة بلغ ارتفاعها أكثر من مترين، وبذلك كانت أكبر حيوانات اليابسة لخمسة أو عشرة ملايين سنة بعد انقراض الديناصورات.
بعد تعافي الأرض في عصر الباليوسين، انتشرت غابات كثيفة عند خطوط العرض العالية استطاعت الثدييات الصغيرة العيش فيها. أما في البحار فقد انتشرت بطنيات القدم وثنائيات الصدفة والتي كانت مشابهة جدًا للتي تعيش اليوم، إضافة إلى أنواع جديدة من الحبارات وقنافذ البحر.

## وصلات خارجية
- "الجدال الكبير حول فوهة تشيكسكلب 2004". الجمعية الجيولوجية في لندن. 2004. مؤرشف من الأصل في 2019-10-09. اطلع عليه بتاريخ 2007-08-02.
- "الجدال حول فوهة تشيكسكلب". جامعة برينستون. 2007. مؤرشف من الأصل في 2013-02-08. اطلع عليه بتاريخ 2007-08-02.
- ماكلين د (1995). "نظرية مصاطب الدكن البركانية وتسببها بانقراض الديناصورات". جامعة فيرمونت. مؤرشف من الأصل في 2013-05-30. اطلع عليه بتاريخ 2007-08-02.
- كرينغ د أ (2005). "حدث تسبب فوهة تشيكسكلب:  في فهم حدود ط-ث". مركز الصور الفضائية في وكالة ناسا. مؤرشف من الأصل في 29 يونيو، 2007. اطلع عليه بتاريخ 02-08-2007. {{استشهاد ويب}}: تحقق من التاريخ في: |تاريخ أرشيف= (مساعدة)
- كوين ر (2000). "حدث انقراط ط-ث". متحف الأحياء القديمة في جامعة كاليفورنيا. مؤرشف من الأصل في 2020-02-02. اطلع عليه بتاريخ 2007-08-02.
- "ما الذي قتل الديناصورات؟". متحف الأحياء القديمة في جامعة كاليفورنيا. 1995. مؤرشف من الأصل في 2020-02-03. اطلع عليه بتاريخ 2007-08-02.
- رينكون، ب (1 مارس 2004). "تحدي نظرية حدث اصطدام العصر الطباشيري". أخبار بي بي سي. مؤرشف من الأصل في 2019-08-27. اطلع عليه بتاريخ 2007-08-02.
- لوفيت ر أ (30-10-206). ""قاتل الديناصورات" الكويكب أصبح جزءًا من نظرية أكبر لتفسير انقراض الديناصورات". اخبار ناشونال جيوغرافيك. مؤرشف من الأصل في 2018-05-29. اطلع عليه بتاريخ 02-08-2007. {{استشهاد ويب}}: تحقق من التاريخ في: |تاريخ= (مساعدة)
- "بي بي سي—راديو 4 في زمننا—حدود ط/ث". أخبار بي بي سي. مؤرشف من الأصل (ملف سمعي فعلي) في 2014-04-15. اطلع عليه بتاريخ 2008-03-13.
- أليان، ريتشارد (4 مارس 2010). "مصرع الديناصورات بواسطة كويكب حوّل الأرض إلى 'جهنم'". لندن: التلغراف اليومي. مؤرشف من الأصل في 2014-03-16. اطلع عليه بتاريخ 2010-03-05.